# Susumu Terajima
Susumu Terajima  (jap. 寺島 進, Terajima Susumu; * 12. November 1963 in Tokio) ist ein japanischer Schauspieler.
Sein Debüt als Schauspieler hatte er 1986 im Film A-Hōmansu. Seitdem hat er in unzähligen Filmen mitgespielt. International ist er vor allem als Yakuza in vielen Filmen des Regisseurs Takeshi Kitano bekannt geworden. Auch der Regisseur "Sabu" (Hiroyuki Tanaka) hat ihn für seine Filme entdeckt und ihn mehrfach eingesetzt. Seine wichtigste Hauptrolle spielt er in dem 2002 gedrehten Kinofilm Blessing Bell, der in weiten Teilen von ihm, dem vor allem als Nebenrollenspieler bekannten Mimen, ganz alleine getragen wird. Sein Schaffen umfasst mehr als 200 Produktionen.

## Filmografie (Auswahl)
| - 1986: A-Hōmansu - 1987: Itoshi-no half moon - 1988: So What - 1989: Orugoru - 1989: Violent Cop (Sono otoko, kyōbō ni tsuki) - 1990: Inamura Jane - 1991: Das Meer war ruhig (Ano natsu, ichiban shizukana umi.) - 1992: Nanmin rodo - 1993: Sonatine - 1994: Elephant Song - 1995: Getting Any? (Minnā yatteruka!) - 1995: Mākusu no yama - 1995: Okaeri – Willkommen zu Hause (Okaeri) - 1996: Kids Return - 1996: Katte ni shiyagare! Eiyū-keikaku - 1996: Chinpira - 1997: Postman Blues - 1997: Hana-Bi - 1998: Unlucky Monkey - 1998: After Life (Wonderful Life) - 1998: Shark Skin Man and Peach Hip Girl (Samehada otoko to momojiri onna) - 1999: Dead or Alive - 1999: Black Angel 2 (Kuro no tenshi Vol. 2) - 1999: Gohatto - 2000: Isola: Tajuu jinkaku shōjo - 2000: Monday - 2000: Hysteric - 2000: Brother - 2001: Hole in the Sky (Sora no ana) - 2001: Distance - 2001: Gaichu - 2001: Ichi the Killer (Koroshiya 1) - 2001: Misuzu - 2002: Koi se yo otome (Fernsehserie) - 2002: Drive - 2002: A Snake of June (Rokugatsu no hebi) - 2002: Asakusa Kid | - 2002: The Blessing Bell (Kōfuku no kane) - 2002: Utsukushii natsu kirishima - 2003: Kakuto - 2003: 13 kaidan - 2003: Moon Child - 2003: Hebi ichigo - 2003: Jump - 2003: Hard Luck Hero - 2004: Te wo nigiru dorobou no hanashi - 2004: Antena (Sprecher) - 2004: Hana to hebi - 2004: Casshern - 2004: Nobody Knows (Dare mo shiranai) - 2004: Cha no aji - 2004: Cursed ('Chō' kowai hanashi A: yami no karasu) - 2004: Hicchi haiku: oboreru hakobune - 2004: Steamboy (Stimme) - 2004: Izo - 2004: Blood & Bones (Chi to hone) - 2004: Kisu to kizu - 2005: Fugō Keiji – The Millionaire Detective (Fernsehserie) - 2005: Kita no zeronen - 2005: Yumeno - 2005: Yūsha no hihō - 2005: Gokudō no onna-tachi: Jōen - 2005: Mayonaka no Yaji-san Kita-san - 2005: Kōshōnin Mashita Masayoshi - 2005: Ubume no natsu - 2005: Takeshis’ - 2005: Naisu no mori: The First Contact - 2005: Custom Made 10.30 - 2005: Shissō - 2006: Unfair (Fernsehserie) - 2006: Gamera: Chiisaki yusha-tachi - 2006: The Uchōten Hotel - 2006: LoveDeath - 2006: Hana (Hana yori mo naho) - 2009: The Legend of Goemon |